# Nike Mag

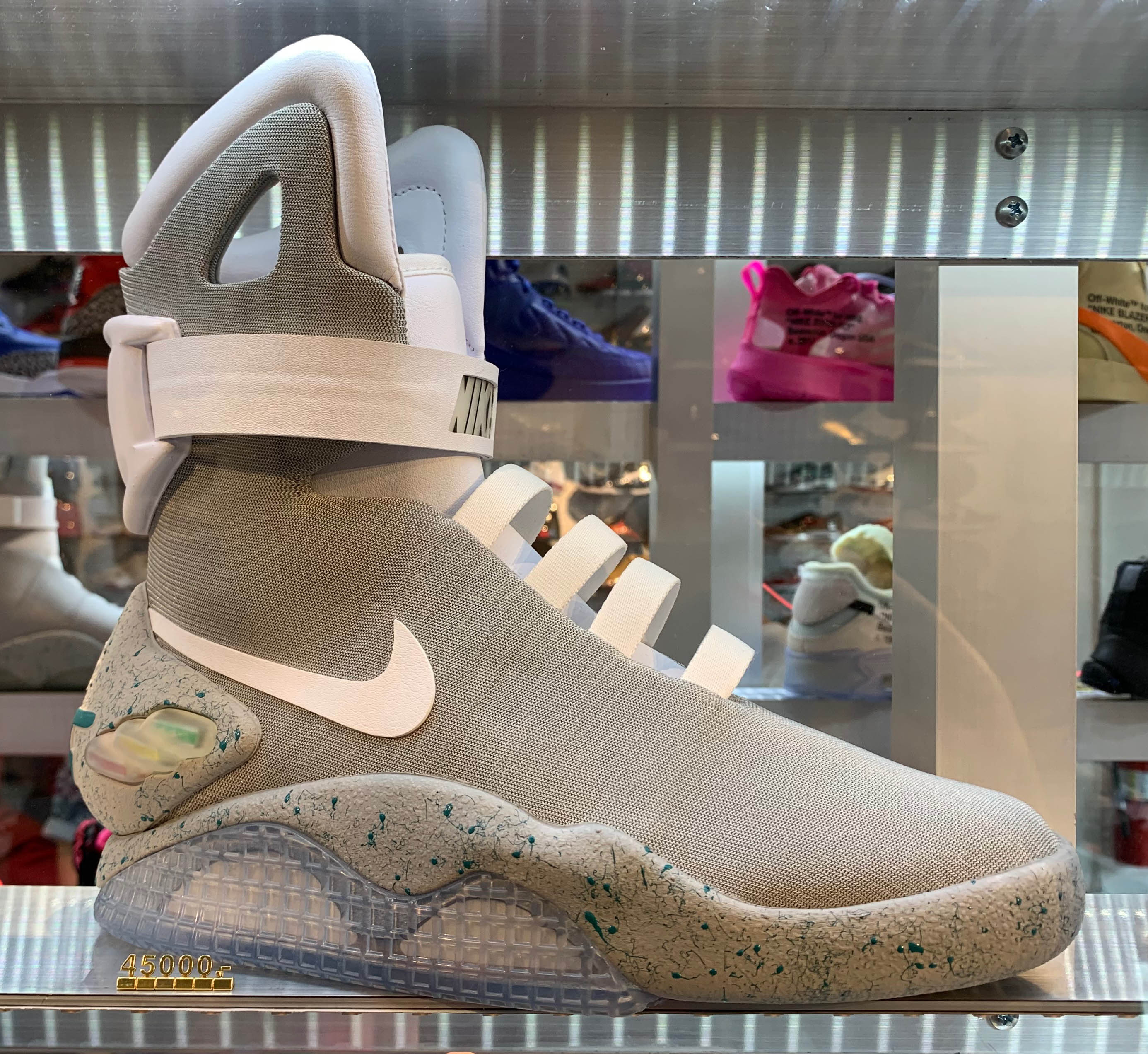
Nike Mag

Nike Mag — ограниченная серия кроссовок компании Nike Inc. Кроссовки представляют собой копию футуристичной обуви Марти Макфлая из фантастического фильма «Назад в будущее 2». Первая лимитированная серия Nike Mag появилась в продаже в 2011 году в количестве 1510 пар, а в 2016 году состоялся второй ограниченный выпуск — 89 пар обуви.
В самой компании заявляли, что кроссовки Mag не предназначены для повседневной носки или занятий спортом, так как серия была произведена для коллекционеров.

## Предыстория
Фантастический фильм о путешествиях во времени «Назад в будущее» (1985) стал кассово успешным. К работе над сиквелом был привлечён известный дизайнер компании Nike Тинкер Хэтфилд, которого попросили создать обувь для ношения в футуристическом 2015 году. Особенностями обуви будущего в представлении дизайнера стали световые панели в подошвах и самозатягивающиеся шнурки.

## Кроссовки 2011 года

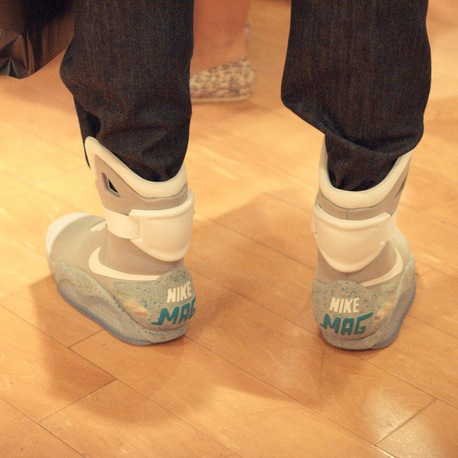
Nike Mag 2011 года

Спустя более чем 15 лет после выхода фильма онлайн-петиция с просьбой выпустить обувь из фильма привлекла внимание дизайнера, придумавшего дизайн кроссовок для фильма. Хэтфилд совместно с дизайнером Тиффани Бирсом в течение шести лет разработали точную копию кроссовок Nike Mag 1989 года, которые носил Марти Макфлай в вымышленном будущем. По меньшей мере трижды им приходилось перезапускать работу над новой версией кроссовок с нуля. В результате точная копия Nike Mag 1989 года получила элетролюминесцентную подошву с перезаряжаемой батарей, рассчитанной на работу в течение 3000 часов. Кроссовки были такими же как фильме, могли светиться 4 часа без подзарядки, но не умели самостоятельно зашнуровываться. В рекламном ролике 2011 года Nike с юмором обыграли неспособность кроссовок к самозашнуровыванию, объяснив это тем, что 2015 год ещё не наступил.
Лимитированная серия в 1500 пар была распродана на благотворительном аукционе eBay 8 сентября 2011 года, где все вырученные средства были направлены в Фонд Майкла Джей Фокса по исследованию болезни Паркинсона — эту болезнь у тридцатилетнего актёра диагностировали в 1991 году. Цена за пару обуви на десятидневном онлайн-аукционе варьировались от 10 600 до 15 900 долларов США. Онлайн-аукцион eBay позволил Nike на продаже 1500 пар Nike Mag собрать 4,7 миллиона долларов США. В рамках Brin Wojcicki Challenge на 50 миллионов долларов, выручка от аукциона была удвоена, в результате чего общая сумма полученных средств составила 9,4 миллиона долларов. Конкурс был объявлен ранее в 2011 году и стал возможным благодаря сооснователю Google Сергею Брину и его жене Анне Воджицки. Дополнительные 10 пар, упакованные в презентационные коробки, Nike продала на офлайн-аукционах по всему миру. В общей сложности в 2011 году было выпущено и продано 1510 пар Nike Mag.
«Энтузиазм, вызванный этим проектом, а также средства и известность, полученные благодаря обуви для исследования болезни Паркинсона, одновременно и унизительны, и вдохновляют», — сказал Фокс. «Наш фонд искренне благодарен Nike за это уникальное партнёрство, которое объединило фанатов „Назад в будущее“, сникерхедов и сообщество болезни Паркинсона в стремлении искоренить [эту] болезнь из пространственно-временного континуума».

## Кроссовки 2016 года
Работая в Nike, Тинкер Хэтфилд получал информацию, что баскетболисты травмировали ноги в том числе из-за слишком тугой шнуровки. Задаваясь вопросом, есть ли способ обезопасить спортсменов, создав обувь, которая бы самозашнуровывалась и подстраивалась под ногу, Хэтфилд проводил исследования и начал работать над технологией самошнуровки, которая позже получила название E.A.R.L. (Electro Adaptive Reactive Lacing). Когда технология была разработана, её внедрение планировалось в баскетбольную обувь. Однако Хэтфилд использовал её в Nike Mag, как это было продемонстрировано в фильме, когда такие техногологии ещё были фантастикой. 21 октября 2015 года, день, когда Марти МакФлай посетил будущее в «Назад в будущее 2», Nike представила версию Nike Mag со автоматической шнуровкой. Начало продаж было запланировано на 20 марта 2016 года, но релиз был перенесён на 4 октября 2016 года. В октябре 2015 года исполнитель роли Марти Макфлая Майкл Джей Фокс стал первым обладателем новой пары кроссовок Nike Mag. 4 октября 2016 года Nike открыла розыгрыш Nike Mag, где любой желающий мог приобрести билет за 10 долларов, в розыгрыше участвовали 89 пар обуви. Nike собрала дополнительные 6,75 миллиона долларов для Фонда Майкла Джея Фокса по исследованию болезни Паркинсона.

## Влияние Nike Mag
Благодаря технологии автоматической шнуровки, представленной в Nike Mag, компания, используя данные, полученные при разработке кроссовок из «Назад в будущее 2», продолжила тестировать технологию автоматической шнуровки в других моделях. В 2016 году Nike презентовала кроссовки HyperAdapt 1.0 с системой автоматической шнуровки Adaptive Fit. В 2019 году вышла модель AdaptBB 1.0 для баскетбола, в этом же году на полках появились кроссовки Adapt Huarache. Вторая версия кроссовок для баскетбола с автоматической шнуровкой Adapt BB 2.0 вышла в 2020 году. Также в 2020 году технологию Adaptive Fit интегрировали в Air Max под названием AutoMax. Эта модель была создана на основе дизайна одних из самых узнаваемых кроссовок Nike — Air Max 90. К концу 2020 года именной бренд Air Jordan в честь 25-летия культового силуэта Air Jordan 11 представил новую модель с технологией Adapt.